# Championnats de France d'escalade 2020
Navigation
Édition précédente Édition suivante
Les championnats de France d'escalade de 2020 devaient se décomposer, comme chaque année, en trois weekends : un pour chaque discipline. Malheureusement, en raison de la Pandémie de Covid-19, seul le Championnat de France d'escalade de bloc a pu avoir lieu,,.
Le championnat de France d'escalade de bloc a eu lieu les 22 et 23 février à Charnay-lès-Mâcon, en Saône-et-Loire. Les titres féminins et masculins sont remportés par Fanny Gibert et Manuel Cornu.
Le championnat de France d'escalade de vitesse devait se dérouler les 28 et 29 mars à Saint-Étienne, dans la Loire.
Le championnat de France d'escalade de difficulté devait avoir lieu les 13 et 14 juin à Voiron, en Isère.

## Palmarès
| Bloc   | Or           | Argent          | Bronze        |
| ------ | ------------ | --------------- | ------------- |
| Femmes | Fanny Gibert | Charlotte Andre | Chloé Caulier |
| Hommes | Manuel Cornu | Mickael Mawem   | Leo Avezou    |

## Déroulement

### Épreuves de bloc
La compétition de bloc est organisée dans la salle Edenwall à Charnay-lès-Mâcon, en Saône-et-Loire, le weekend des 22 et 23 février. Les épreuves de qualification ont eu lieu le samedi, et les demi-finales et finales le dimanche.
C'est le 5ème titre de Championne de France de Bloc pour Fanny Gibert et le deuxième pour Manuel Cornu.